# Vladimír Polívka (politik)
Vladimír Polívka (26. května 1893 Zdice – 3. dubna 1938 Spišská Belá-Strážky) byl československý politik a meziválečný poslanec Národního shromáždění za Československou stranu národně socialistickou.

## Biografie
Narodil se v Čechách ale jeho otec byl původem Slovák. Po maturitě složil učitelské zkoušky a působil jako učitel. Po roce 1918 patřil do první vlny českých vzdělanců, kteří šli na Slovensko asistovat s budováním školského systému. Kromě učitelské profese se zabýval publicistikou. Politicky se angažoval u národních socialistů. Od roku 1935 byl jejich zemským důvěrníkem na Slovensku. Projevy v parlamentu pronášel slovensky.
Byl manželem neteře generála Milana Rastislava Štefánika Olgy Polívkové (roz. Hajtšové, ročník 1900), nikoliv manželem sestry Olgy, jak je mylně uvedeno v  (sestra generála M. R. Štefánika narozená roku 1875 se jmenovala rovněž Olga, ta se však provdala do rodu Hajtšů - byla tedy Vladimíru Polívkovi tchyní).
V parlamentních volbách v roce 1929 získal poslanecké křeslo v Národním shromáždění. Mandát obhájil v parlamentních volbách v roce 1935.
Povoláním byl profesorem na učitelském ústavu. Podle údajů z roku 1935 bydlel v Banské Bystrici. Zemřel tragicky při srážce automobilu a motorového vlaku na přejezdu mezi stanicemi Strážky a Kežmarok. Všichni čtyři pasažéři z automobilu na místě zemřeli. Pohřben byl na evangelickém hřbitově v Banské Bystrici.
Po jeho smrti jej na poslaneckém postu vystřídal František Klajban.